# Forshaga distrikt
Forshaga distrikt är ett distrikt i Forshaga kommun och Värmlands län. Distriktet ligger omkring Forshaga i mellersta Värmland. 

## Tidigare administrativ tillhörighet
Distriktet inrättades 2016 och utgörs av området Forshaga köping omfattade till 1971 och som bildats 1944 genom en utbrytning av en del av Grava socken.
Området motsvarar den omfattning Forshaga församling hade 1999/2000 och fick 1908 när den bröts ut ur Grava församling.

## Tätorter och småorter
I Forshaga distrikt finns två tätorter och en småort.

### Tätorter
- Dyvelsten
- Forshaga

### Småorter
- Lyckan